# جوزيف ماريون
جوزيف ماريون هو سياسي كندي، ولد في 1834، وتوفي في 1910. انتخب عضو الجمعية الوطنية في كيبك ‏.